# Piotr Kryski

Herb Prawdzic

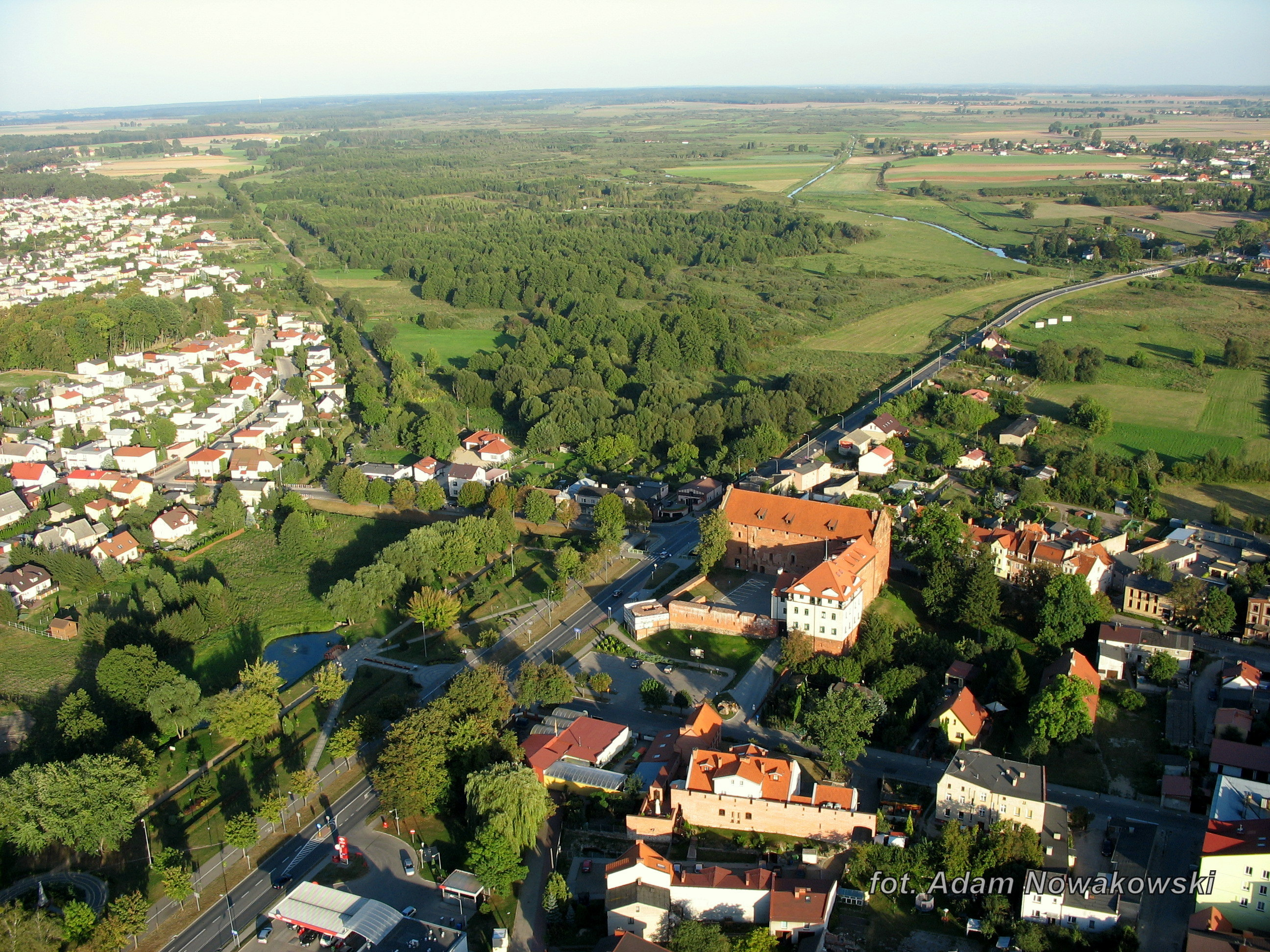
Zamek w Działdowie

Piotr Kryski herbu Prawdzic (zm. 1521) – kasztelan sierpski i płocki.

## Rodzina
Syn Ninogniewa Kryskiego (zm. 1507), kasztelana raciążskiego, wojewody płockiego i Anny Boglewskiej. Matka jego była córką Jana Boglewskiego, wojewody mazowieckiego. Miał liczne rodzeństwo: 6 braci i 5 sióstr, m.in. Jana (zm. 1525), kasztelana zakroczymskiego i ciechanowskiego oraz Pawła, dziedzica Mławy. Przez całe życie był kawalerem, dzieci nie pozostawił.

## Pełnione urzędy
Dziedzic na Krysku, Gradzanowie i Drobinie oraz Nowej Wsi.
Studiował w latach (1502–1508) na Akademii Krakowskiej. Był przyjacielem Jana Chojeńskiego, późniejszego kanclerza wielkiego koronnego, biskupa przemyskiego, płockiego i krakowskiego i Jana Wolskiego. Od 27 października 1515 roku pełnił urząd starosty płockiego, następnie został mianowany kasztelanem sierpskim. Otrzymał od króla Zygmunta I Starego miasto Mławę z przyległymi wsiami: Mławka, Ruda i Czekanowo.
16 maja 1519 roku otrzymał nominację na kasztelana płockiego, a starostwo płockiego odstąpił Andrzejowi Niszczyckiemu. Przez lata prowadził spór z Mikołajem Gosłubskim (zwanym też Bartoszewskim), kasztelanem inowłodzkim oraz Piotrem z Miedniewic, plebanem w Bartoszewicach. Dokonał zabójstwa Kobiernickiego. 

## Zasługi
Szczególnie zasłużony w wojnie z zakonem krzyżackim. W wojnie z zakonem krzyżackim po 9 tygodniowym oblężeniu zdobył zamek Działdowo 30 kwietnia 1520 roku. Za zasługi w zdobyciu zamku otrzymał wynagrodzenie 600 florenów.
Dowodził w wojnie pruskiej wojskami mazowieckimi zdobywając miasto Nidzica (dawniej Nidzbork).
Następcą Piotra Kryskiego na urzędzie kasztelana płockiego został Jan Wieczwiński.